# Чемпіонат Європи з футболу 2008
Чемпіонат Європи з футболу 2008 (нім. Fußball-Europameisterschaft 2008, фр. Championnat d'Europe de football 2008, італ. Campionato europeo di calcio 2008, ромш. Campiunadi d'Europa da ballape 2008, скорочено «Євро-2008», офіційна назва UEFA EURO 2008™) — 13-й чемпіонат Європи з футболу, що проводився УЄФА. Турнір проходив у Австрії та Швейцарії з 7 по 29 червня 2008 року. Як і на попередньому чемпіонаті Європи, під час турніру зіграно 31 матч, в яких забито 77 м'ячів (у середньому 2,48 м'ячі за гру).
Це другий турнір в історії європейських футбольних чемпіонатів, господарями якого стали одночасно дві країни. Першим став чемпіонат Європи 2000 року, що проходив у Бельгії та Нідерландах. Швейцарія до цього приймала чемпіонат світу 1954 року, Австрія ж раніше не мала досвіду проведення серйозних змагань футбольних збірних. Проте УЄФА відзначила, зокрема, високу відвідуваність матчів Молодіжного чемпіонату Європи з футболу 2002 року у Швейцарії, яка втричі перевищила очікувану.
У турнірі взяли участь 16 команд. Австрія і Швейцарія автоматично кваліфікувалися до фінальної стадії як країни-організатори. Інші 14 учасників визначилися в кваліфікаційному раунді, який розпочався 16 серпня 2006 року. Іспанія, яка стала переможцем Євро-2008, отримала право взяти участь в Кубку Конфедерацій 2009 року в Південно-Африканській Республіці. Найкращим бомбардиром турніру став іспанець Давид Вілья (4 голи), а найкращим гравцем чемпіонату — його співвітчизник Хаві.

## Вибір країни-господаря чемпіонату

Емблема заявки Австрії та Швейцарії на проведення Євро-2008

28 лютого 2002 року сплинув термін подачі заявок на проведення Євро-2008. Всього було зареєстровано сім кандидатів на проведення чемпіонату. На це право претендували такі країни: Австрія/Швейцарія, Хорватія/Боснія та Герцеговина, Греція/Туреччина, Угорщина, заявка скандинавських країн «Nordic 2008» (Данія, Фінляндія, Норвегія, Швеція), Росія, Шотландія/Ірландія.
Більшість експертів бачили серед фаворитів заявки Австрії та Швейцарії, Шотландії та Ірландії, а також заявку скандинавських країн. Проте за кілька годин до засідання Виконавчого комітету УЄФА сталося непередбачуване — ввечері 11 грудня прем'єр-міністр Ірландії Берті Агерн заявив, що уряд Ірландії не може забезпечити проведення матчів чемпіонату на двох із потрібних стадіонів, оскільки будівництво нового національного стадіону не розпочалося через брак коштів, а оренду найбільшого стадіону країни «Кроук Парк» не дозволила Асоціація гельського футболу, яка є його власником. Через це шанси спільної заявки Австрії та Швейцарії значно зросли.
12 грудня 2002 року Виконавчий комітет УЄФА на засіданні у Женеві ухвалив рішення про проведення чемпіонату Європи 2008 у Австрії та Швейцарії. В останньому турі голосування ця заявка перемогла заявку Угорщини. Третьою стала заявка Греції та Туреччини, а спільна заявка Хорватії та Боснії і Герцеґовини та заявка Росії вибули з боротьби ще на попередньому етапі голосування.

## Міста і стадіони

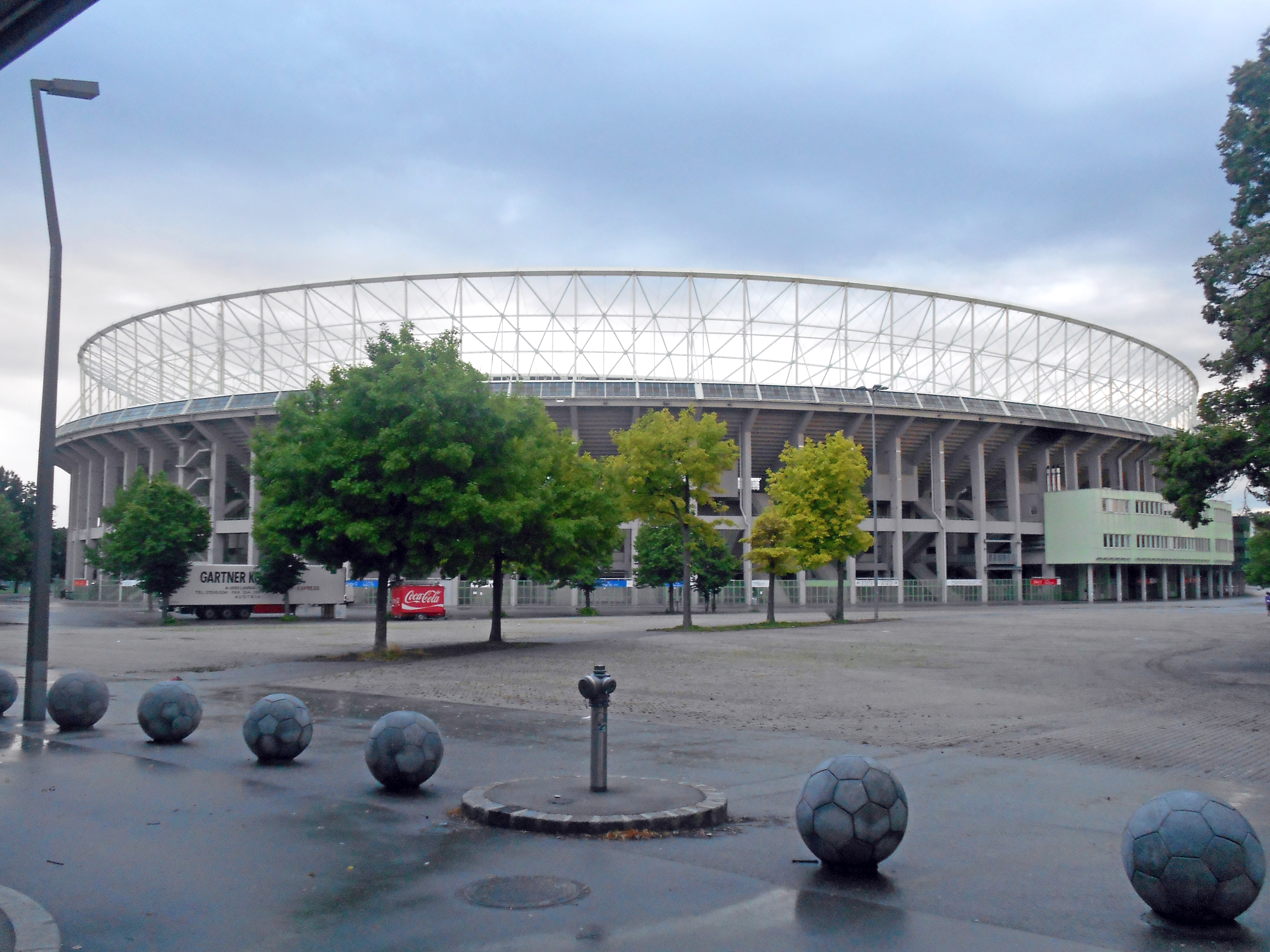
Ернст-Гаппель-Штадіон

Чемпіонат пройшов на восьми стадіонах: чотирьох в Австрії та чотирьох в Швейцарії. Згідно з вимогами УЄФА, стадіони чемпіонату вміщували не менше 30 000 глядачів. Найбільший з них — «Ернст-Гаппель-Штадіон» у Відні, розрахований на 53 008 місць, на якому й пройшов фінальний матч турніру. Збірна Швейцарії зіграла всі свої матчі на стадіоні «Санкт-Якоб Парк» у Базелі. На цьому ж стадіоні проходила церемонія відкриття і перший матч. Збірна Австрії провела всі свої матчі на «Ернст-Гаппель-Штадіоні».
З вісьмох стадіонів лише «Ернст-Гаппель-Штадіон» був реконструйований, решту арен збудували спеціально до чемпіонату в 2000-ні роки («Вальс-Зіценгайм», «Стад де Женев», «Тіволі Ной») або спорудили на місці старих арен. У 2004 році організатори зіткнулися з проблемою реконструкції стадіону в Цюриху. Спочатку планувалося проводити матчі на перебудованому стадіоні «Гардтурм», проте через протести населення та тривалі судові розгляди від цих планів довелося відмовитися. Проблема вирішилася, коли «Хардтурм» замінили іншою ареною — цюрихським стадіоном «Летцигрунд». У січні 2005 року УЄФА затвердила переглянутий план. Будівництво всіх стадіонів було завершене у встановлений УЄФА строк — кінець літа 2007 року, зокрема, відкриття «Летцигрунда» відбулося 30 серпня 2007 року.
Порівняно невелика місткість стадіонів (лише найбільші стадіони Австрії «Ернст-Гаппель-Штадіон» та Швейцарії «Санкт-Якоб Парк» вміщують понад 32 000 глядачів) призвела до критики з боку учасників змагань, зокрема, тренера збірної Німеччини Йоахіма Лева. Натомість всі квитки на матчі були продані, і стадіони практично на всіх матчах заповнилися вщерть.
| Країна    | Місто      | Стадіон                  | Місткість | Клуб              | Матчі                                                         |
| --------- | ---------- | ------------------------ | --------- | ----------------- | ------------------------------------------------------------- |
| Швейцарія | Базель     | «Санкт-Якоб Парк»        | 42 500    | ФК «Базель»       | Матч відкриття і ще 2 групові матчі, 2 чвертьфінали, півфінал |
| Швейцарія | Берн       | «Стад де Суїсс Ванкдорф» | 31 781    | «Янг Бойз»        | 3 групових матчі                                              |
| Швейцарія | Женева     | «Стад де Женев»          | 30 084    | «Серветт»         | 3 групових матчі                                              |
| Швейцарія | Цюрих      | «Летцигрунд»             | 31 000    | ФК «Цюрих»        | 3 групових матчі                                              |
| Австрія   | Відень     | «Ернст-Гаппель-Штадіон»  | 53 008    | «Аустрія»         | 3 групові матчі, 2 чвертьфінали, півфінал та фінал            |
| Австрія   | Інсбрук    | «Тіволі Ной»             | 31 600    | «Ваккер»          | 3 групових матчі                                              |
| Австрія   | Зальцбург  | «Вальс-Зіценгайм»        | 31 895    | «Ред Булл»        | 3 групових матчі                                              |
| Австрія   | Клагенфурт | «Вертерзеештадіон»       | 32 000    | «Аустрія Кернтен» | 3 групових матчі                                              |

## Кваліфікація
Кваліфікаційний раунд Чемпіонат Європи з футболу 2008 пройшов з 16 серпня 2006 року по 24 листопада 2007 року. Австрія та Швейцарія отримали путівки до фінальної стадії як господарі чемпіонату. У рамках групи кожна команда зіграла з кожною іншою два матчі: один на своєму полі, інший — на полі суперника.
Нижче наведено склад семи кваліфікаційних груп. Команди, що пройшли до фінального етапу, виділені зеленим.
| Група A                                                           | Група B                                                  | Група C                                                       | Група D                                           | Група E                                                   | Група F                                                     | Група G                                               |
| ----------------------------------------------------------------- | -------------------------------------------------------- | ------------------------------------------------------------- | ------------------------------------------------- | --------------------------------------------------------- | ----------------------------------------------------------- | ----------------------------------------------------- |
| Польща · Португалія                                               | Італія · Франція                                         | Греція · Туреччина                                            | Чехія · Німеччина                                 | Хорватія · Росія                                          | Іспанія · Швеція                                            | Румунія · Нідерланди                                  |
| Сербія · Фінляндія · Бельгія · Казахстан · Вірменія · Азербайджан | Шотландія · Україна · Литва · Грузія · Фарерські острови | Норвегія · Боснія і Герцеговина · Молдова · Угорщина · Мальта | Ірландія · Словаччина · Уельс · Кіпр · Сан-Марино | Англія · Ізраїль · Північна Македонія · Естонія · Андорра | Північна Ірландія · Данія · Латвія · Ісландія · Ліхтенштейн | Болгарія · Білорусь · Албанія · Словенія · Люксембург |

### Учасники
За результатами кваліфікації місце у фінальному розіграші здобули такі команди:
| Команда    | Кваліфікація              | Дата кваліфікації | Попередні турніри                                             | Досягнення        |
| ---------- | ------------------------- | ----------------- | ------------------------------------------------------------- | ----------------- |
| Австрія    | Кваліфікована як господар | 12 грудня 2002    | 0 (дебют)                                                     | 0                 |
| Швейцарія  | Кваліфікована як господар | 12 грудня 2002    | 2 (1996, 2004)                                                | груповий турнір   |
| Польща     | Група A — 1-ше місце      | 17 листопада 2007 | 0 (дебют)                                                     | 0                 |
| Португалія | Група A — 2-ге місце      | 21 листопада 2007 | 4 (1984, 1996, 2000, 2004)                                    | фіналіст          |
| Італія     | Група B — 1-ше місце      | 17 листопада 2007 | 6 (1968, 1980, 1988, 1996, 2000, 2004)                        | чемпіон (1968)    |
| Франція    | Група B — 2-ге місце      | 17 листопада 2007 | 6 (1960, 1984, 1992, 1996, 2000, 2004)                        | 2-разовий чемпіон |
| Греція     | Група C — 1-ше місце      | 17 жовтня 2007    | 2 (1980, 2004)                                                | чемпіон (2004)    |
| Туреччина  | Група C — 2-ге місце      | 21 листопада 2007 | 2 (1996, 2000)                                                | чвертьфінал       |
| Чехія      | Група D — 1-ше місце      | 17 жовтня 2007    | 6 (19601, 19761, 19801, 1996, 2000, 2004)                     | чемпіон (1976)1   |
| Німеччина  | Група D — 2-ге місце      | 13 жовтня 2007    | 9 (19722, 19762, 19802, 19842, 19882, 1992, 1996, 2000, 2004) | 3-разовий чемпіон |
| Хорватія   | Група E — 1-ше місце      | 17 листопада 2007 | 2 (1996, 2004)                                                | чвертьфінал       |
| Росія      | Група E — 2-ге місце      | 21 листопада 2007 | 8 (19603, 19643, 19683, 19723, 19883, 19924, 1996, 2004)      | чемпіон (1960)3   |
| Іспанія    | Група F — 1-ше місце      | 17 листопада 2007 | 7 (1964, 1980, 1984, 1988, 1996, 2000, 2004)                  | чемпіон (1964)    |
| Швеція     | Група F — 2-ге місце      | 21 листопада 2007 | 3 (1992, 2000, 2004)                                          | півфінал          |
| Румунія    | Група G — 1-ше місце      | 17 жовтня 2007    | 3 (1984, 1996, 2000)                                          | чвертьфінал       |
| Нідерланди | Група G — 2-ге місце      | 17 листопада 2007 | 7 (1976, 1980, 1988, 1992, 1996, 2000, 2004)                  | чемпіон (1988)    |

1 як Чехословаччина
2 як ФРН
3 як СРСР
4 як СНД

## Жеребкування
Жеребкування чемпіонату Європи 2008 відбулося 2 грудня 2007 року в Культурно-конференційному центрі міста Люцерн (Швейцарія)..
Перед жеребкуванням команди були розподілені на чотири кошики за системою, яка використовувалася на чемпіонатах Європи 2000 та 2004 років: згідно з їх результатами виступів у відбіркових турнірах до Чемпіонату світу-2006 та Чемпіонату Європи-2008. Як і в 1992 та 1996 роках, матчі однієї групи проходили лише на двох стадіонах, і команди, що потрапили до першого кошику, мали перевагу всіх трьох групових матчів на одному стадіоні. Збірні з одного кошика не могли зустрітися між собою в груповому турнірі.

### Критерії розподілу за кошиками
Команди розташовуються за рейтингом, який формується за визначеними УЄФА критеріями в такому порядку:
1. Рейтинговий коефіцієнт, тобто середня кількість набраних очок в іграх відбіркових турнірів до Чемпіонату світу-2006 та Чемпіонату Європи-2008 (або лише в одному турнірі, якщо в іншому команда не брала участі).
2. Середня кількість набраних очок в іграх останнього зіграного командою відбіркового турніру.
3. Середня різниця м'ячів у цих іграх.
4. Середня кількість забитих м'ячів у цих іграх.
5. Середня кількість м'ячів, забитих на виїзді, в цих іграх.
6. У разі рівності всіх попередніх показників команди розташовуються за жеребом.

До першого кошику потрапили Австрія та Швейцарія як господарі змагань, Греція як переможець чемпіонату Європи з футболу 2004, а також команда з найкращим рейтингом. До другого кошика потрапили команди з рейтингами від другого до п'ятого, до третього — команди з рейтингами від шостого до дев'ятого, до четвертого — команди з рейтингами від десятого до тринадцятого.
Команди були розподілені за кошиками таким чином:
| Кошик 1                                     | Кошик 2                              | Кошик 3                                      | Кошик 4                                |
| ------------------------------------------- | ------------------------------------ | -------------------------------------------- | -------------------------------------- |
| - Швейцарія - Австрія - Греція - Нідерланди | - Хорватія - Італія - Чехія - Швеція | - Румунія - Німеччина - Португалія - Іспанія | - Польща - Франція - Туреччина - Росія |

### Результати жеребкування
В результаті жеребкування склад груп набув такого вигляду:
|         | Група A    | Група B   | Група C    | Група D |
| ------- | ---------- | --------- | ---------- | ------- |
| Кошик 1 | Швейцарія  | Австрія   | Нідерланди | Греція  |
| Кошик 2 | Чехія      | Хорватія  | Італія     | Швеція  |
| Кошик 3 | Португалія | Німеччина | Румунія    | Іспанія |
| Кошик 4 | Туреччина  | Польща    | Франція    | Росія   |

## Арбітри
Для обслуговування матчів чемпіонату Європи з футболу 2008 отримали запрошення 12 головних арбітрів та 24 асистенти арбітра:
| Країна     | Головний арбітр         | Помічники арбітра         | Помічники арбітра      |
| ---------- | ----------------------- | ------------------------- | ---------------------- |
| Австрія    | Конрад Плауц            | Егон Беройтер             | Маркус Майр            |
| Бельгія    | Франк де Блекер         | Петер Германс             | Алекс Ферстретен       |
| Англія     | Говард Вебб             | Даррен Кенн               | Майк Моллеркі          |
| Німеччина  | Герберт Фандель         | Карстен Кадах             | Фолькер Фецель         |
| Греція     | Кірос Вассарас          | Дімітріс Бозацідіс        | Дімітріс Сарайдаріс    |
| Італія     | Роберто Розетті         | Алессандро Грізеллі       | Паоло Калканьо         |
| Нідерланди | Пітер Вінк              | Адріан Інія               | Ганс тен-Гове          |
| Норвегія   | Том Геннінг Овребьо     | Гейр Оге Холен            | Ян Петтер Ранден       |
| Словаччина | Любош Міхел             | Роман Слишко              | Мартін Балко           |
| Іспанія    | Мануель Мехуто Гонсалес | Хуан Карлос Хусте Хіменес | Хесус Кальво Гуадамуро |
| Швеція     | Петер Фрейдфельдт       | Стефан Віттберг           | Генрік Андрен          |
| Швейцарія  | Массімо Бузакка         | Матіас Арне               | Стефан Куат            |

## Склади команд
Склади команд-учасниць Чемпіонату Європи з футболу 2008 згідно з регламентом мали бути оголошені за десять днів до першого матчу турніру, тобто 28 травня 2008 року. Всього в заявку може бути внесено 23 футболісти (включаючи 3 воротарі). За 24 години до першого зіграного матчу команди мають право замінити травмованого гравця.
Євро-2008 став першим чемпіонатом Європи з 1992 року, в якому кожна зі збірних мала принаймні одного гравця, який виступає за кордоном. До цього три чемпіонати поспіль хоча б одна збірна складалася з гравців виключно національного чемпіонату.
На чемпіонаті Європи-2008 виступали чотири гравці з чемпіонату України — хорвати Дарійо Срна («Шахтар» Донецьк) та Огнєн Вукоєвич, який перед Євро-2008 перейшов до київського «Динамо», а також поляк Маріуш Левандовський та румун Резван Рац з донецького «Шахтаря».

## Регламент змагань

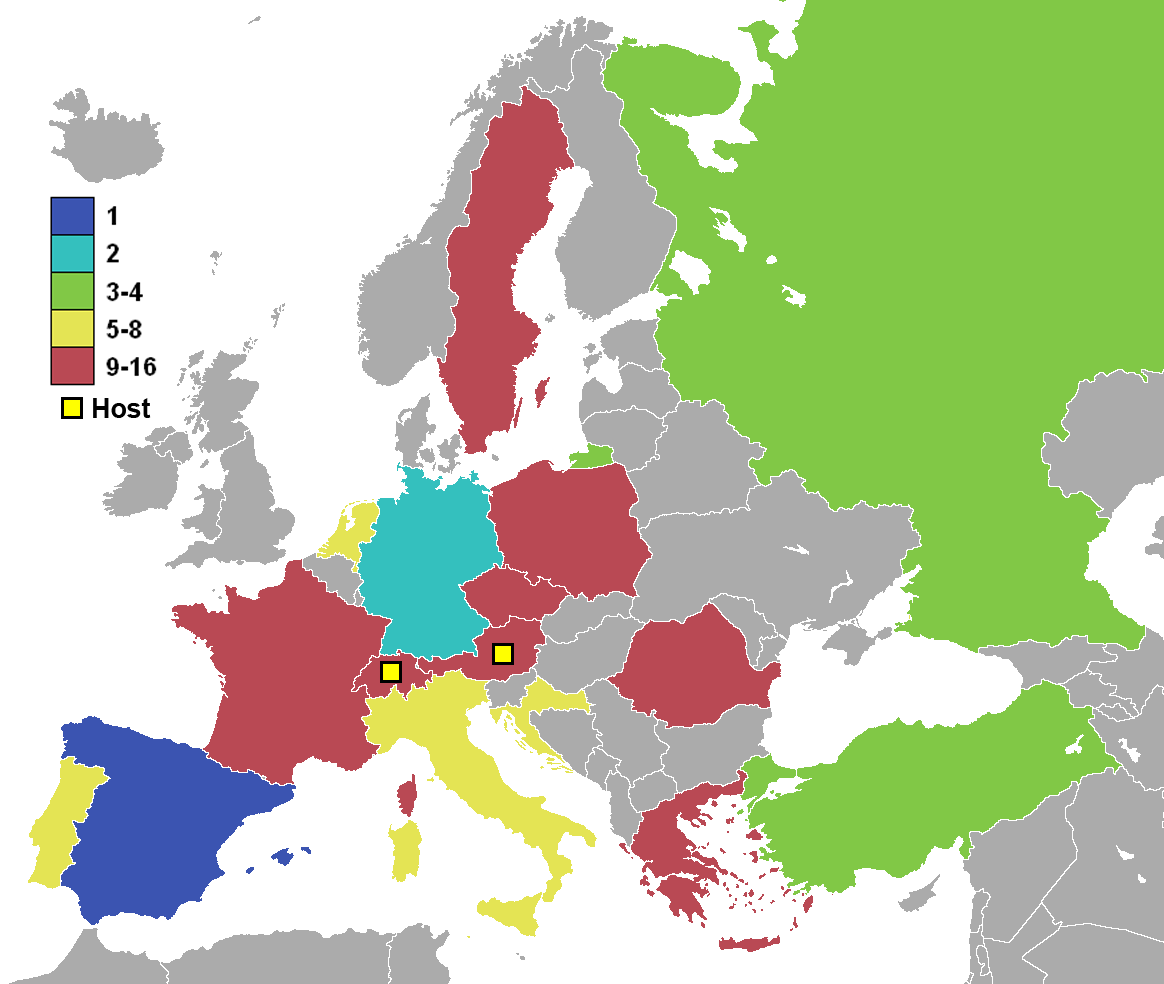
Країни-учасниці Євро-2008. Забарвлення відповідає досягнутому результату.

У фінальному розіграші чемпіонату Європи з футболу брали участь 16 команд. Розіграш складався з групового турніру і матчів на вибування. Всього відбувся 31 матч (на відміну від інших турнірів, таких як чемпіонат світу та Кубок африканських націй, матч за третє місце не проводився, а бронзові медалі отримали обидва півфіналісти).

### Груповий турнір
В груповому турнірі 16 команд-учасниць були розбиті на чотири групи (позначені латинським літерам A, B, C і D); всередині групи кожна команда грала один матч з кожною іншою. За перемогу в матчі групового турніру команда здобувала три очки, за нічию — одне очко, у разі поразки команда не здобувала очок. Команди посідали місця в турнірній таблиці згідно з кількістю набраних очок. За рівної кількості очок у кількох команд для визначення кращої застосовувалися такі критерії в такому порядку:
- кількість очок, набраних лише у матчах між цими командами;
- різниця забитих і пропущених м'ячів у цих матчах;
- кількість забитих м'ячів у цих матчах (якщо команд більше двох);
- різниця забитих і пропущених м'ячів в усіх групових матчах;
- кількість забитих м'ячів в усіх групових матчах;
- у разі, якщо однакову кількість очок та однакові вищезгадані показники мають рівно дві команди, і гра між ними в останньому турі групового турніру завершується внічию, після завершення основного часу матчу одразу пробиваються післяматчеві пенальті;
- рейтинговий коефіцієнт посіву за підсумками відбіркових турнірів до Чемпіонату світу-2006 та Чемпіонату Європи-2008 (див. Чемпіонат Європи з футболу 2008 (жеребкування));
- індекс fair-play, який враховує кількість жовтих та червоних карток, отриманих гравцями команди в усіх групових матчах;
- у випадку рівності усіх цих показників для виявлення кращої команди має бути використаний жереб.[16]

### Матчі на вибування
Завершальна фаза змагань складалася з чотирьох чвертьфіналів, двох півфіналів і фінального матчу. На цьому етапі, якщо основний час матчу (90 хвилин) закінчується внічию, команди грають два додаткових 15-хвилинних тайми. Якщо протягом цього часу жодна команда не здобуває переваги, влаштовується серія післяматчевих пенальті.

## Результати

### Груповий етап

#### Група А
| М  | Команда    | І | В | Н | П | МЗ | МП | РМ | О |
| -- | ---------- | - | - | - | - | -- | -- | -- | - |
| 1. | Португалія | 3 | 2 | 0 | 1 | 5  | 3  | +2 | 6 |
| 2. | Туреччина  | 3 | 2 | 0 | 1 | 5  | 5  | 0  | 6 |
| 3. | Чехія      | 3 | 1 | 0 | 2 | 4  | 6  | −2 | 3 |
| 4. | Швейцарія  | 3 | 1 | 0 | 2 | 3  | 3  | 0  | 3 |

| 07.06.2008 18:00 |

| Швейцарія | 0 — 1      | Чехія       |
| --------- | ---------- | ----------- |
|           | (Протокол) | Сверкош 71' |

| Санкт-Якоб Парк, Базель Глядачів: 39 730 Арбітр: Роберто Розетті |

| 07.06.2008 20:45 |

| Португалія                   | 2 — 0      | Туреччина |
| ---------------------------- | ---------- | --------- |
| Пепе 61' Раул Мейрелеш 90+3' | (Протокол) |           |

| Стад де Женев, Женева Глядачів: 29 106 Арбітр: Герберт Фандель |

| 11.06.2008 18:00 |

| Чехія      | 1 — 3      | Португалія                         |
| ---------- | ---------- | ---------------------------------- |
| Сьонко 17' | (Протокол) | Деку 8' Роналду 63' Куарежма 90+1' |

| Стад де Женев, Женева Глядачів: 29 016 Арбітр: Кірос Вассарас |

| 11.06.2008 20:45 |

| Швейцарія | 1 — 2      | Туреччина                          |
| --------- | ---------- | ---------------------------------- |
| Якін 32'  | (Протокол) | Семіх Шентюрк 57' Арда Туран 90+2' |

| Санкт-Якоб Парк, Базель Глядачів: 39 730 Арбітр: Любош Міхел |

| 15.06.2008 20:45 |

| Швейцарія           | 2 — 0      | Португалія |
| ------------------- | ---------- | ---------- |
| Якін 71' 83' (пен.) | (Протокол) |            |

| Санкт-Якоб Парк, Базель Глядачів: 39 730 Арбітр: Конрад Плауц |

| 15.06.2008 20:45 |

| Туреччина                             | 3 — 2      | Чехія                 |
| ------------------------------------- | ---------- | --------------------- |
| Арда Туран 75' Ніхат Кахведжі 87' 89' | (Протокол) | Коллер 34' Плашил 62' |

| Стад-де-Женев, Женева Глядачів: 29 016 Арбітр: Петер Фрейдфельдт |

За підсумками другого туру збірна Португалії, здобувши дві перемоги у двох матчах, достроково забезпечила собі перше місце в групі та стала першою командою Євро-2008, що вийшла до плей-оф. Швейцарія після двох поразок, навпаки, стала першою збірною, що втратила шанси вийти до чвертьфіналу, посівши останнє місце в групі. Власника другої путівки до плей-оф визначав матч Туреччина — Чехія, причому команди мали абсолютно рівні показники, і тому в разі нічиєї вперше на міжнародних чемпіонатах довелося б пробивати пенальті. У цьому напруженому (7 жовтих карток, в тому числі й запасному гравцю Чехії Мілану Барошу, та червона картка воротарю Туреччини Волкану Демірелю) протистоянні турецька збірна, програючи 0 — 2, за останні 15 хвилин матчу забила три м'ячі у ворота голкіпера збірної Чехії Петра Чеха та вийшла до чвертьфіналу.

#### Група B
| М  | Команда   | І | В | Н | П | МЗ | МП | РМ | О |
| -- | --------- | - | - | - | - | -- | -- | -- | - |
| 1. | Хорватія  | 3 | 3 | 0 | 0 | 4  | 1  | +3 | 9 |
| 2. | Німеччина | 3 | 2 | 0 | 1 | 4  | 2  | +2 | 6 |
| 3. | Австрія   | 3 | 0 | 1 | 2 | 1  | 3  | −2 | 1 |
| 4. | Польща    | 3 | 0 | 1 | 2 | 1  | 4  | −3 | 1 |

| 08.06.2008 18:00 |

| Австрія | 0 — 1      | Хорватія         |
| ------- | ---------- | ---------------- |
|         | (Протокол) | Модрич 4' (пен.) |

| Ернст-Гаппель-Штадіон, Відень Глядачів: 51 428 Арбітр: Пітер Вінк |

| 08.06.2008 20:45 |

| Німеччина          | 2 — 0      | Польща |
| ------------------ | ---------- | ------ |
| Подольскі 20', 72' | (Протокол) |        |

| Вертерзее, Клагенфурт Глядачів: 30 461 Арбітр: Том Геннінг Овребьо |

| 12.06.2008 18:00 |

| Хорватія          | 2 — 1      | Німеччина     |
| ----------------- | ---------- | ------------- |
| Срна 24' Олич 62' | (Протокол) | Подольскі 79' |

| Вертерзее, Клагенфурт Глядачів: 30 461 Арбітр: Франк де Блекер |

| 12.06.2008 20:45 |

| Австрія             | 1 — 1      | Польща        |
| ------------------- | ---------- | ------------- |
| Вастіч 90+3' (пен.) | (Протокол) | Гуеррейро 30' |

| Ернст-Гаппель-Штадіон, Відень Глядачів: 51 428 Арбітр: Говард Вебб |

| 16.06.2008 20:45 |

| Польща | 0 — 1      | Хорватія    |
| ------ | ---------- | ----------- |
|        | (Протокол) | Класнич 53' |

| Вертерзее, Клагенфурт Глядачів: 30 461 Арбітр: Кірос Вассарас |

| 16.06.2008 20:45 |

| Австрія | 0 — 1      | Німеччина  |
| ------- | ---------- | ---------- |
|         | (Протокол) | Баллак 49' |

| Ернст-Гаппель-Штадіон, Відень Глядачів: 51 428 Арбітр: Мануель Мехуто Гонсалес |

Збірна Хорватії завдяки двом перемогам та нічиїй у поєдинку між Австрією та Польщею достроково посіла перше місце в групі. Після другого туру шанси посісти друге місце мали три інші команди цієї групи. В підсумку, перемігши збірну Австрії 1 — 0, збірна Німеччини вийшла до плей-оф. У матчі Польща — Хорватія збірна Польщі так і не зуміла забити свій другий гол на чемпіонатах Європи, зазнавши поразки від резервного складу хорватської збірної. У складі хорватів відзначився Іван Класнич, який став першим футболістом з донорською ниркою, який забив гол на чемпіонаті Європи.

#### Група C
| М  | Команда    | І | В | Н | П | МЗ | МП | РМ | О |
| -- | ---------- | - | - | - | - | -- | -- | -- | - |
| 1. | Нідерланди | 3 | 3 | 0 | 0 | 9  | 1  | +8 | 9 |
| 2. | Італія     | 3 | 1 | 1 | 1 | 3  | 4  | −1 | 4 |
| 3. | Румунія    | 3 | 0 | 2 | 1 | 1  | 3  | −2 | 2 |
| 4. | Франція    | 3 | 0 | 1 | 2 | 1  | 6  | −5 | 1 |

| 09.06.2008 18:00 |

| Румунія | 0 — 0      | Франція |
| ------- | ---------- | ------- |
|         | (Протокол) |         |

| Летцигрунд, Цюрих Глядачів: 30 585 Арбітр: Мануель Мехуто Гонсалес |

| 09.06.2008 20:45 |

| Нідерланди                                        | 3 — 0      | Італія |
| ------------------------------------------------- | ---------- | ------ |
| ван Ністельрой 26' Снайдер 31' ван Бронкхорст 79' | (Протокол) |        |

| Стад де Суїсс, Берн Глядачів: 30 777 Арбітр: Петер Фрейдфельдт |

| 13.06.2008 18:00 |

| Італія      | 1 — 1      | Румунія  |
| ----------- | ---------- | -------- |
| Пануччі 56' | (Протокол) | Муту 55' |

| Летцигрунд, Цюрих Глядачів: 30 585 Арбітр: Том Геннінг Овребьо |

| 13.06.2008 20:45 |

| Нідерланди                                     | 4 — 1      | Франція  |
| ---------------------------------------------- | ---------- | -------- |
| Кейт 9' ван Персі 59' Роббен 72' Снайдер 90+2' | (Протокол) | Анрі 71' |

| Стад де Суїсс, Берн Глядачів: 30 777 Арбітр: Герберт Фандель |

| 17.06.2008 20:45 |

| Нідерланди                  | 2 — 0      | Румунія |
| --------------------------- | ---------- | ------- |
| Хунтелаар 54' ван Персі 87' | (Протокол) |         |

| Стад де Суїсс, Берн Глядачів: 30 777 Арбітр: Массімо Бузакка |

| 17.06.2008 20:45 |

| Франція | 0 — 2      | Італія                        |
| ------- | ---------- | ----------------------------- |
|         | (Протокол) | Пірло 25' (пен.) Де Россі 62' |

| Летцигрунд, Цюрих Глядачів: 30 585 Арбітр: Любош Міхел |

Результати групового турніру у так званій «Групі смерті» (яка отримала таку назву, бо її учасники на момент жеребкування посідали в рейтингу Elo для європейських збірних 1, 2, 4 та 8 місця) виявилися несподіваними для багатьох. Перемігши своїх суперників з великим рахунком у перших двох матчах, збірна Нідерландів достроково вийшла до плей-оф. Румунія відібрала очки в обох фіналістів Чемпіонату світу 2006 року, але в третьому турі не змогла здобути перемогу в грі проти Нідерландів та посіла третє місце. В останньому турі в матчі-повторенні фіналу Чемпіонату світу-2006 Франція — Італія чинні чемпіони світу італійці здобули перемогу та вибороли друге місце, а збірна Франції фінішувала останньою.

#### Група D
| М  | Команда | І | В | Н | П | МЗ | МП | РМ | О |
| -- | ------- | - | - | - | - | -- | -- | -- | - |
| 1. | Іспанія | 3 | 3 | 0 | 0 | 8  | 3  | +5 | 9 |
| 2. | Росія   | 3 | 2 | 0 | 1 | 4  | 4  | 0  | 6 |
| 3. | Швеція  | 3 | 1 | 0 | 2 | 3  | 4  | −1 | 3 |
| 4. | Греція  | 3 | 0 | 0 | 3 | 1  | 5  | −4 | 0 |

| 10.06.2008 18:00 |

| Іспанія                          | 4 — 1      | Росія          |
| -------------------------------- | ---------- | -------------- |
| Вілья 20' 44' 75' Фабрегас 90+1' | (Протокол) | Павлюченко 86' |

| Тіволі Ной, Інсбрук Глядачів: 30 772 Арбітр: Конрад Плауц |

| 10.06.2008 20:45 |

| Греція | 0 — 2      | Швеція                      |
| ------ | ---------- | --------------------------- |
|        | (Протокол) | Ібрагімович 67' Ганссон 72' |

| Вальс-Зіценгайм, Зальцбург Глядачів: 31 063 Арбітр: Массімо Бузакка |

| 14.06.2008 18:00 |

| Швеція          | 1 — 2      | Іспанія                      |
| --------------- | ---------- | ---------------------------- |
| Ібрагімович 34' | (Протокол) | Торрес 15' Давид Вілья 90+2' |

| Тіволі Ной, Інсбрук Глядачів: 30 772 Арбітр: Пітер Вінк |

| 14.06.2008 20:45 |

| Греція | 0 — 1      | Росія       |
| ------ | ---------- | ----------- |
|        | (Протокол) | Зирянов 33' |

| Вальс-Зіценгайм, Зальцбург Глядачів: 31 063 Арбітр: Роберто Розетті |

| 18.06.2008 20:45 |

| Греція        | 1 — 2      | Іспанія                 |
| ------------- | ---------- | ----------------------- |
| Харістеас 42' | (Протокол) | де ла Ред 61' Гуїса 88' |

| Вальс-Зіценгайм, Зальцбург Глядачів: 30 883 Арбітр: Говард Вебб |

| 18.06.2008 20:45 |

| Росія                      | 2 — 0      | Швеція |
| -------------------------- | ---------- | ------ |
| Павлюченко 24' Аршавін 50' | (Протокол) |        |

| Тіволі Ной, Інсбрук Глядачів: 30 772 Арбітр: Франк де Блекер |

Завдяки двом перемогам у перших двох матчах групи збірна Іспанії достроково вийшла до плей-оф. Власник другого місця в групі визначався в останньому турі в грі Росія — Швеція. У цьому матчі впевнену перемогу здобули росіяни, вперше у своїй незалежній історії вийшовши до плей-оф міжнародного турніру, а шведська збірна вперше з 2000 року не подолала груповий етап. Збірна Греції програла всі матчі та забила лише один гол, не спромігшись здобути очки навіть у грі з резервним складом збірної Іспанії, і показала найгірший результат для чинного чемпіона Європи з 1988 року.

### Плей-оф
Цей плей-оф відрізнявся від тих, які були на інших турнірах. Команди в групах A і B відділені від команд в групах C і D до фіналу. Проте ця зміна, по-перше, збільшує ймовірність повторення групових матчів на стадії плей-оф, по-друге, унеможливлює фінал між двома командами з тієї самої половини змагання. Іншою особливістю, яка мала місце вперше за всю історію турніру, є використання лише двох найбільших стадіонів (Санкт-Якоб Парк у Базелі та Ернст-Гаппель-Штадіон у Відні) для проведення шести матчів плей-оф та фіналу турніру.
|  | Чвертьфінали       | Чвертьфінали       |                    |       | Півфінали | Півфінали |  |  | Фінал | Фінал |
|  |                    |                    |                    |       |           |           |  |  |       |       |
|  | 19 червня — Базель |                    |                    |       |           |           |  |  |       |       |
|  |                    |                    |                    |       |           |           |  |  |       |       |
|  | Португалія         | 2                  |                    |       |           |           |  |  |       |       |
|  | Португалія         | 2                  | 25 червня — Базель |       |           |           |  |  |       |       |
|  | Німеччина          | 3                  |                    |       |           |           |  |  |       |       |
|  | Німеччина          | 3                  | Німеччина          | 3     |           |           |  |  |       |       |
|  | 20 червня — Відень |                    | Німеччина          | 3     |           |           |  |  |       |       |
|  |                    | Туреччина          | 2                  |       |           |           |  |  |       |       |
|  | Хорватія           | Туреччина          | 2                  | 1 (1) |           |           |  |  |       |       |
|  | Хорватія           |                    | 29 червня — Відень | 1 (1) |           |           |  |  |       |       |
|  | Туреччина (п.)     | 1 (3)              |                    |       |           |           |  |  |       |       |
|  | Туреччина (п.)     | 1 (3)              | Німеччина          | 0     |           |           |  |  |       |       |
|  | 21 червня — Базель |                    | Німеччина          | 0     |           |           |  |  |       |       |
|  |                    | Іспанія            | 1                  |       |           |           |  |  |       |       |
|  | Нідерланди         | Іспанія            | 1                  | 1     |           |           |  |  |       |       |
|  | Нідерланди         | 26 червня — Відень |                    | 1     |           |           |  |  |       |       |
|  | Росія (д. ч.)      | 3                  |                    |       |           |           |  |  |       |       |
|  | Росія (д. ч.)      | 3                  | Росія              | 0     |           |           |  |  |       |       |
|  | 22 червня — Відень |                    | Росія              | 0     |           |           |  |  |       |       |
|  |                    | Іспанія            | 3                  |       |           |           |  |  |       |       |
|  | Іспанія (п.)       | Іспанія            | 3                  | 0 (4) |           |           |  |  |       |       |
|  | Іспанія (п.)       |                    |                    | 0 (4) |           |           |  |  |       |       |
|  | Італія             | 0 (2)              |                    |       |           |           |  |  |       |       |
|  | Італія             | 0 (2)              |                    |       |           |           |  |  |       |       |

#### Чвертьфінал
| 19.06.2008 20:45 |

| Португалія                 | 2 — 3      | Німеччина                             |
| -------------------------- | ---------- | ------------------------------------- |
| Нуну Гомеш 40' Поштіга 87' | (Протокол) | Швайнштайгер 22' Клозе 26' Баллак 61' |

| Санкт-Якоб Парк, Базель Глядачів: 39 374 Арбітр: Петер Фрейдфельдт |

| 20.06.2008 20:45 |

| Хорватія     | 1 — 1 (д. ч.) | Туреччина            |
| ------------ | ------------- | -------------------- |
| Класнич 119' | (Протокол)    | Семіх Шентюрк 120+2' |

| Ернст-Гаппель-Штадіон, Відень Глядачів: 51 428 Арбітр: Роберто Розетті |

|                                  |       | Пенальті                                    |  |
| Модрич · Срна · Ракитич · Петрич | 1 — 3 | Арда Туран · Семіх Шентюрк · Хаміт Алтинтоп |  |

| 21.06.2008 20:45 |

| Нідерланди         | 1 — 3 (д. ч.) | Росія                                        |
| ------------------ | ------------- | -------------------------------------------- |
| ван Ністельрой 86' | (Протокол)    | Павлюченко 56' Торбинський 111' Аршавін 116' |

| Санкт-Якоб Парк, Базель Глядачів: 38 374 Арбітр: Любош Міхел |

| 22.06.2008 20:45 |

| Іспанія | 0 — 0 (д. ч.) | Італія |
| ------- | ------------- | ------ |
|         | (Протокол)    |        |

| Ернст-Гаппель-Штадіон, Відень Глядачів: 48 000 Арбітр: Герберт Фандель |

|                                            |       | Пенальті                                   |  |
| Вілья · Касорла · Сенна · Гуїса · Фабрегас | 4 — 2 | Гроссо · Де Россі · Каморанезі · Ді Натале |  |

У першому чвертьфіналі збірна Німеччини, що вийшла до плей-оф завдяки другому місцю у групі B, здобула перемогу над найкращою командою групи A Португалією. Німецькі футболісти контролювали хід гри протягом усього матчу, забивши два м'ячі за перші 30 хвилин. Португальці скоротили рахунок завдяки голу Нуну Гоміша, проте після перерви німці зусиллями Баллака повернули перевагу у два м'ячі. Гол Елдера Поштіги на останніх хвилинах не завадив збірній Німеччини вийти до півфіналу чемпіонату Європи вперше з 1996 року.
У матчі між Хорватією та Туреччиною жодна з команд не забила в основний час. Лише на передостанній хвилині додаткового часу Іван Класнич забив перший гол у цій грі. Проте збірна Туреччини вже втретє на чемпіонаті уникла поразки на останніх хвилинах матчу: на другій доданій арбітром хвилині відзначився Семіх Шентюрк після передачі від воротаря Рюштю Речбера. В серії пенальті хорватські футболісти тричі не зуміли забити, а турки впевнено реалізували всі три одинадцятиметрових, перемігши з рахунком 3 —1.
У третьому чвертьфіналі зустрілися збірні Нідерландів та Росії. Нідерландські футболісти вийшли на матч зі скорботними пов'язками в зв'язку зі смертю новонародженої доньки Халіда Булахруза. Російська збірна несподівано вийшла вперед завдяки голу Романа Павлюченка. Збірна Нідерландів, яка раніше виграла всі три групові матчі, змогла відігратися лише на 86-й хвилині. Проте в додатковий час збірна Росії завдяки результативній передачі та голу Андрія Аршавіна здобула переконливу перемогу та вперше в своїй незалежній історії вийшла до півфіналу міжнародного турніру.
Матч між Іспанією та Італією не виправдав очікувань уболівальників. Протягом основного та додаткового часу жодна з команд не змогла забити, перевівши гру в серію пенальті. Джанлуїджі Буффон відбив удар Гуїси, в той час як Ікер Касільяс відбив два удари італійців. В підсумку збірній Іспанії вдалося перервати цілу низку нещасливих серій, зокрема вона здобула першу офіційну перемогу над Італією з 1920 року та стала єдиним переможцем групи, який вийшов до півфіналу Євро-2008.

#### Півфінал
| 25.06.2008 20:45 |

| Німеччина                          | 3 — 2      | Туреччина                        |
| ---------------------------------- | ---------- | -------------------------------- |
| Швайнштайгер 26' Клозе 79' Лам 90' | (Протокол) | Уґюр Борал 22' Семіх Шентюрк 86' |

| Санкт-Якоб Парк, Базель Глядачів: 39 374 Арбітр: Массімо Бузакка |

| 26.06.2008 20:45 |

| Росія | 0 — 3      | Іспанія                       |
| ----- | ---------- | ----------------------------- |
|       | (Протокол) | Хаві 50' Гуїса 73' Сільва 82' |

| Ернст-Гаппель-Штадіон, Відень Глядачів: 51 428 Арбітр: Франк де Блекер |

У першому півфіналі зустрічалися збірні Німеччини та Туреччини. Завдяки голу Уґюра Борала турецька збірна єдиний раз на цьому чемпіонаті забила першою. Практично одразу Бастіан Швайнштайгер зрівняв рахунок. На 79-й хвилині Клозе вивів Німеччину вперед. Пізніше Семіх Шентюрк зрівняв рахунок завдяки помилці Леманна, але Німеччині вдалося вийти до фіналу, забивши на останній хвилині. Телетрансляція другого тайму матчу неодноразово переривалася через грозу у Відні, звідки велась трансляція на весь світ.
Другий півфінал, в якому зустрічалися Росія та Іспанія, став повторенням групового матчу. Після безгольового першого тайму на перших хвилинах другого забив Хаві. До кінця матчу іспанці відзначились ще двічі. Таким чином, вдруге на турнірі перемігши збірну Росії з різницею в три м'ячі, іспанська збірна вийшла до фіналу вперше з 1984 року.

### Фінал
| 29.06.2008 20:45 |

| Німеччина | 0 — 1      | Іспанія    |
| --------- | ---------- | ---------- |
|           | (Протокол) | Торрес 33' |

| Ернст-Гаппель-Штадіон, Відень Глядачів: 51 428 Арбітр: Роберто Розетті |

На початку матчу перевагою володіла збірна Німеччини, проте вже на 14 хвилині відбувся перший небезпечний момент біля воріт Єнса Леманна: Метцельдер ледь не зрізав м'яч у власні ворота. В середині тайму Іспанія перехопила ініціативу, створивши кілька небезпечних моментів: Фернандо Торрес на 23-й хвилині влучив у стійку, а вже на 33-й хвилині забив єдиний гол у матчі. До перерви йшла гра переважно в центрі поля зі значною кількістю фолів з обох боків. На початку другого тайму обидві збірні досить гостро атакували, але через впевнені дії Ікера Касільяса та Єнса Леманна забити жодній з команд не вдалося. У другій половині тайму Німеччина стала частіше переходити в масовану атаку, але захист іспанців не дозволив німецькій збірній забити гол у відповідь. Матч завершився з рахунком 1:0 на користь збірної Іспанії, яка стала дворазовим чемпіоном Європи та другою в історії командою, яка виграла всі матчі чемпіонату Європи.

## Статистика

### Бомбардири
| 4 голи - Давид Вілья 3 голи - Лукас Подольскі - Хакан Якін (1 з пен.) - Роман Павлюченко - Семіх Шентюрк 2 голи - Міхаель Баллак - Бастіан Швайнштайгер - Мирослав Клозе - Даніель Гуїса - Фернандо Торрес - Веслі Снейдер - Робін ван Персі - Руд ван Ністельрой - Андрій Аршавін - Златан Ібрагімович - Іван Класнич - Арда Туран - Ніхат Кахведжі | 1 гол - Вацлав Сверкош - Лібор Сьонко - Ян Коллер - Ярослав Плашил - Пепе - Рауль Мейрелеш - Деку - Кріштіану Роналду - Рікарду Кварежма - Нуну Гоміш - Елдер Поштіга - Уґюр Борал - Лука Модрич (1 з пен.) - Дарійо Срна - Івіца Олич - Філіпп Лам - Роджер Геррейро - Івіца Вастіч (1 з пен.) | 1 гол (прод.) - Крістіан Пануччі - Андреа Пірло (1 з пен.) - Даніеле Де Россі - Адріан Муту - Джованні ван Бронкхорст - Дірк Кейт - Ар'єн Роббен - Клас-Ян Гунтелар - Тьєррі Анрі - Сеск Фабрегас - Рубен де ла Ред - Хаві - Давид Сільва - Костянтин Зирянов - Дмитро Торбинський - Петтер Ганссон - Ангелос Харістеас |

### Збірна чемпіонату

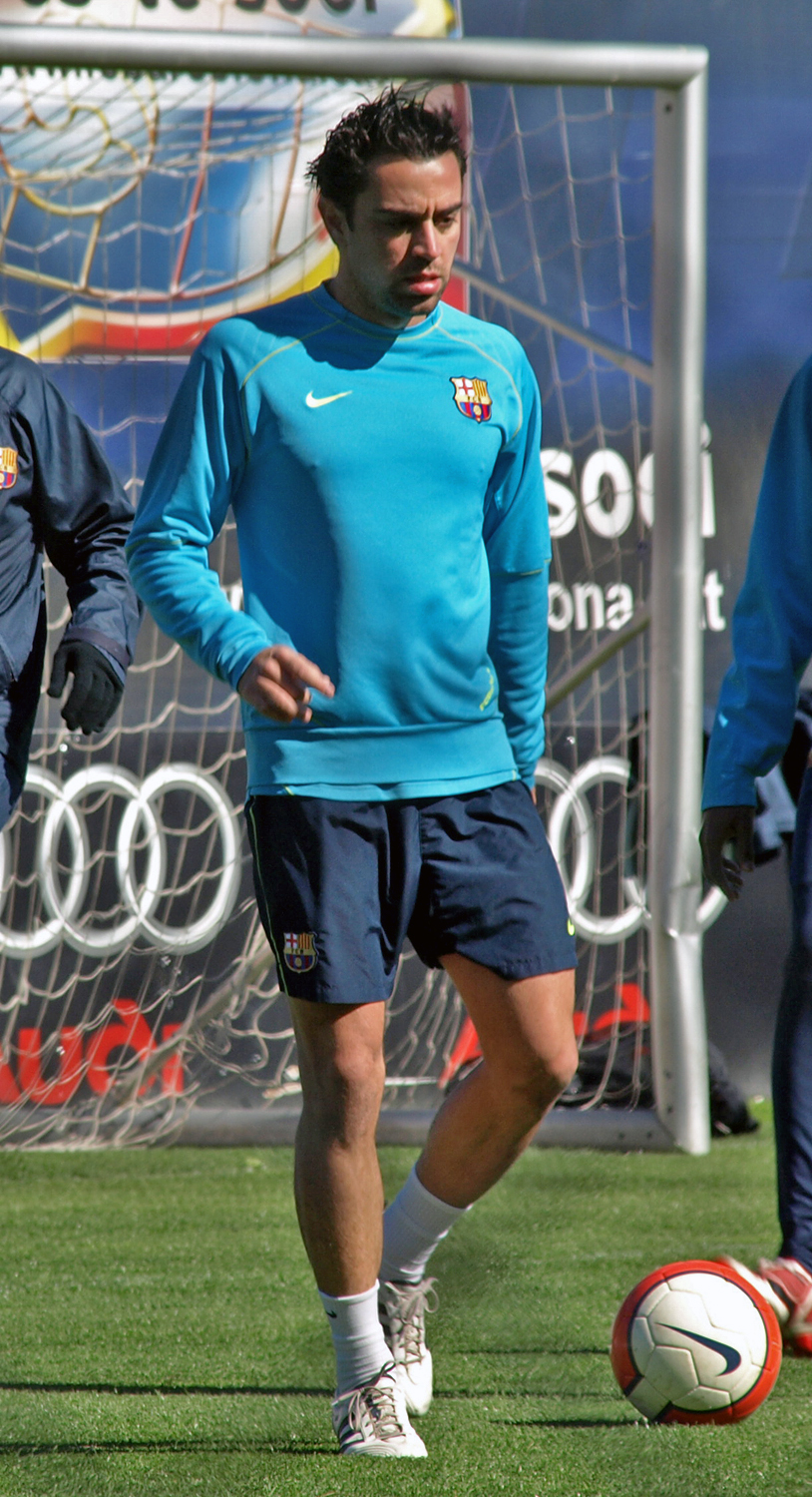
Хаві, гравець чемпіонату

30 червня 2008 року УЄФА оголосила список 23 найкращих гравців чемпіонату Європи. Список сформовано на основі відгуків дев'яти аналітиків, які спостерігали за діями гравців у кожному матчі чемпіонату. Ця символічна збірна складається виключно з гравців команд, що вийшли до плей-оф, і не включає жодного футболіста збірних, що припинили боротьбу на груповому етапі. До нього ввійшли дев'ять гравців зі складу чемпіонів Європи збірної Іспанії. Також за висновками експертів та опитуванням вболівальників обрали найкращого гравця турніру. Ним став півзахисник іспанців Хаві. Золоту бутсу, якою нагороджується найкращий бомбардир чемпіонату, отримав іспанець Давид Вілья, який забив чотири голи (три з них — у груповому матчі проти Росії, який завершився з рахунком 4:1 на користь Іспанії).
Символічна збірна чемпіонату
| Воротарі          | Захисники      | Півзахисники      | Нападники        |
| Джанлуїджі Буффон | Жозе Босінгва  | Хаміт Алтинтоп    | Андрій Аршавін   |
| Едвін Ван-дер-Сар | Юрій Жирков    | Міхаель Баллак    | Давид Вілья      |
| Ікер Касільяс     | Філіпп Лам     | Костянтин Зирянов | Роман Павлюченко |
|                   | Карлос Марчена | Андрес Іньєста    | Фернандо Торрес  |
|                   | Пепе           | Лука Модрич       |                  |
|                   | Карлес Пуйоль  | Лукас Подольскі   |                  |
|                   |                | Маркос Сенна      |                  |
|                   |                | Веслі Снейдер     |                  |
|                   |                | Сеск Фабрегас     |                  |
|                   |                | Хаві              |                  |

Золота бутса
- Давид Вілья (4 голи)

Найкращий гравець чемпіонату
- Хаві

### Дисципліна
- Загальна кількість жовтих карток: 122 (3.94 за матч)
- Загальна кількість червоних карток: 3 (0.10 за матч)
- Перша жовта картка: Людовік Маньїн (Швейцарія, у грі проти Чехії)
- Перша червона картка: Бастіан Швайнштайгер (Німеччина, у грі проти Хорватії)
- Найбільше жовтих карток: 16 — Туреччина
- Найменше жовтих карток: 3 — Швеція

### Рекорди і досягнення
- Гольові паси — 3, Сеск Фабрегас ( Іспанія), Хаміт Алтинтоп ( Туреччина)
- Найбільше ударів у бік воріт суперника — 28, Роман Павлюченко ( Росія)
- Найбільше ударів у площину воріт суперника — 12, Давид Вілья ( Іспанія)
- Відбив найбільше ударів — 35, Ігор Акінфєєв ( Росія). Він же лідирує і за пропущеними голами — 8 голів
- Віддав найбільше пасів — 359, Філіпп Лам ( Німеччина)
- Найбільше порушень правил — 22, Міхаель Баллак ( Німеччина)

- Наймолодший футболіст — 19 років, Ерен Дердійок ( Швейцарія, нар. 12 липня 1988)
- Найстарший футболіст — 38 років, Івіца Вастіч ( Австрія, нар. 29 вересня 1969)
- Найвищий футболіст — 202 см, Ян Коллер ( Чехія)
- Найнижчий футболіст — 166 см, Флорентін Петре ( Румунія)

- Найстарша команда — у середньому 29,45 років,  Швеція
- Наймолодша команда — 26,11 років,  Росія

- Найвища команда — у середньому 184,91 см,  Хорватія
- Найнижча команда — 179,61 см,  Іспанія

- Найменше легіонерів — 1,  Росія
- Найбільше легіонерів — 20,  Хорватія,  Чехія

- Найширше представництво серед клубів — 10 гравців, «Панатінаїкос» (Греція), «Ліон» (Франція)
- Найширше представництво серед країн — 62 гравці, клуби Німеччини

Згідно з офіц. вебсторінкою Євро-2008.

## Атрибути

### Талісмани

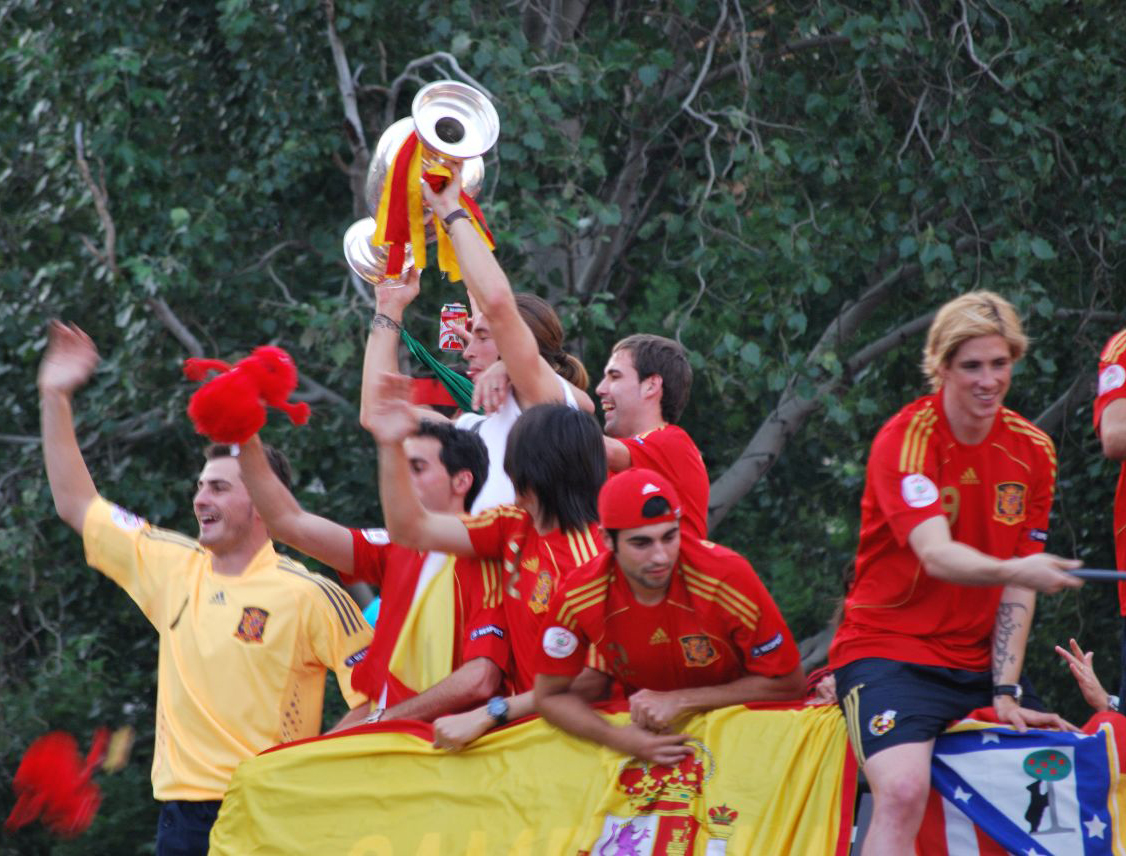
Збірна Іспанії з трофеєм Євро-2008

27 вересня 2006 року у комплексі «Квартал музеїв» у Відні відбулась презентація талісманів Євро-2008. Ними стали два близнюки — Трікс та Флікс, створені компанією Warner Bros. Вони одягнуті в національні кольори країн-господарів: Трікс — у білій футболці з номером 20, а Флікс — у червоній з номером 08, номери символізували рік проведення турніру. Імена талісманів обрали голосуванням 67 406 футбольних уболівальників Австрії та Швейцарії з трьох запропонованих простих пар імен: Трікс та Флікс — 36,3 % голосів, Фліц та Біц — 33,7 %, Заґі та Зіґі — 30 %).

### Кубок
Перед початком турніру представили нову версію Кубка Анрі Делоне, розроблену компанією Asprey London. Головний приз чемпіонату в основному ідентичний оригінальному трофею, створеному Артю Бертраном у 1960 році. Новий кубок не має фігурки людини з м'ячем з тильного боку та мармурового постаменту. Срібну основу збільшили для кращої стійкості. Назви країн-переможців, які раніше наносилися на постамент, тепер розташовані на задній стороні трофею. Кубок зроблений з чистого срібла, важить 8 кг, його висота — 60 см.

### Логотип
На логотипі чемпіонату Європи 2008 зображені стилізовані гірські вершини, розфарбовані в червоно-білі барви прапорів країн-господарів — Австрії та Швейцарії. М'яч на логотипі зеленого кольору, що символізує турботу про екологію. Логотип розробки компанії English & Pockett презентували у Відні 7 червня 2005 року.

### М'яч

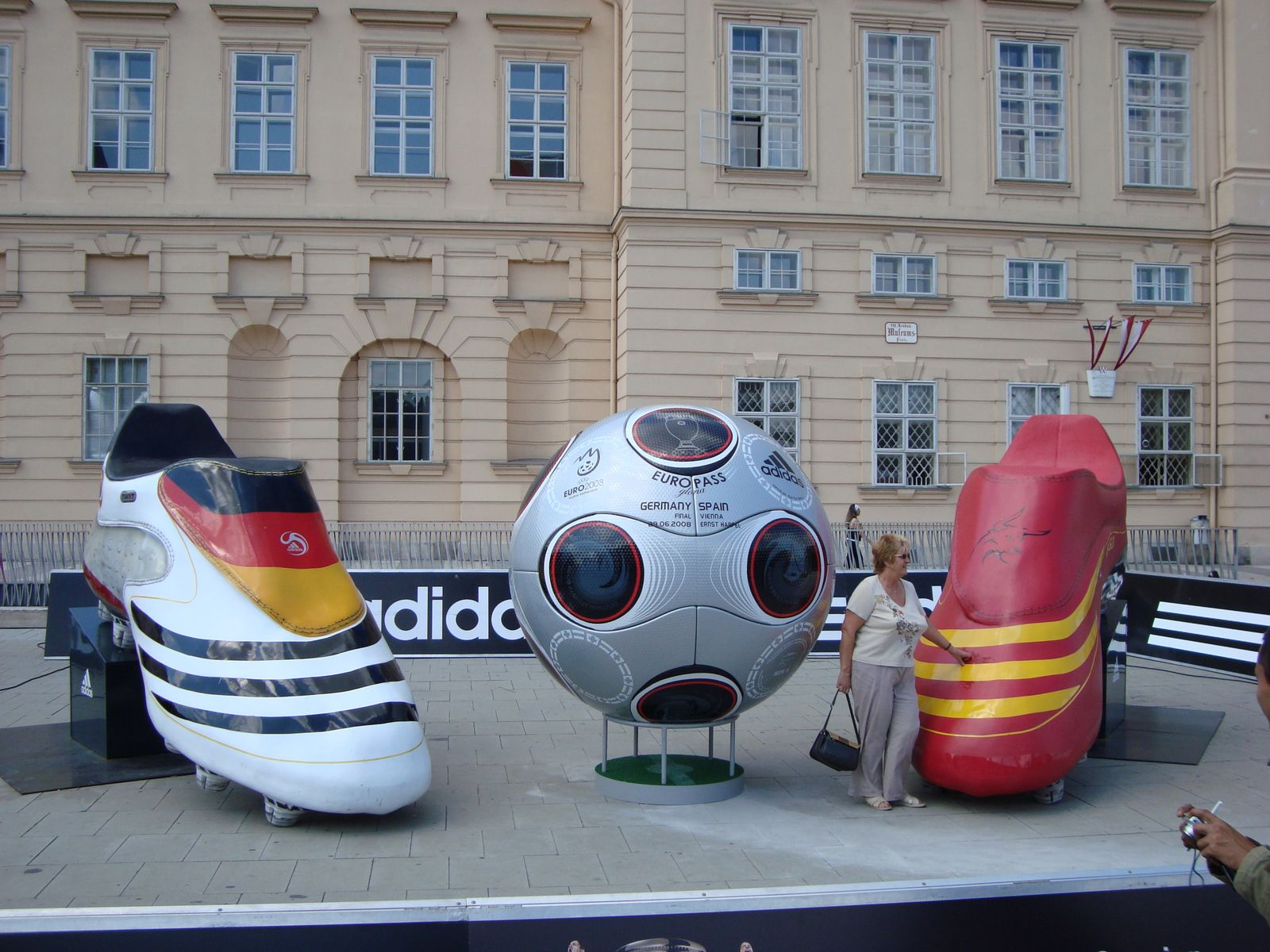
М'яч Europass

Спеціально для турніру фірмою Adidas створено м'яч, який отримав назву «Europass». Презентація м'яча відбулася 2 грудня 2007 року в Люцерні. Відмінною рисою м'яча стала відсутність у його складі природніх матеріалів, завдяки чому в дощову погоду він не стає важчим. Інші особливості: велика сила удару, висока швидкість обертання м'яча, непередбачуваність польоту. Через це м'яч критикували відомі голкіпери, такі як Марко Амелія та Петр Чех. Крім того, 30 квітня 2008 року у Відні президент УЄФА Мішель Платіні представив особливу модифікацію м'яча — «Europass Gloria», розроблену спеціально для фіналу

### Гасло
За 500 днів до початку турніру, 24 січня 2007 року, було оголошено гасло чемпіонату: Expect Emotions (укр. Дай волю емоціям). Президент УЄФА Мішеля Платіні пояснив це так: «Ці два слова описують, чого ж слід очікувати від Євро-2008: радість, розчарування, велике напруження — аж до фінального свистка».

### Музика
Офіційною піснею чемпіонату стала Can You Hear Me у виконанні іспанського співака Енріке Іглесіаса, яка виконувалася 29 червня перед фіналом Євро-2008.
Саундтреки Like a Superstar and Feel the Rush у виконанні співака Шеггі з Ямайки використовувалися під час виступів талісманів чемпіонату Трікса та Флікса.

### Пам'ятні монети
З нагоди чемпіонату в окремих країнах Європи випущені в обіг пам'ятні монети. Зокрема, в Австрії виготовили дві таких монети номіналом € 5. На одній монеті зображений гравець, що завдає удар по м'ячу, а на іншій — боротьба за м'яч. Також на цих монетах вказані назви міст, де проводилися матчі чемпіонату.

## Призові
УЄФА оголосило, що загальна сума призових становитиме € 184 мільйони, які будуть розподілені між 16 командами-учасницями (для порівняння, на попередньому чемпіонаті призові становили € 129 мільйонів. Розподіл призових між командами такий:
- Призові за участь: €7,5 мільйона

Додаткові призові залежно від результату є такими:
- Груповий етап (за матч):
  - Перемога: €1 мільйон
  - Нічия: €500 тисяч
- Вихід у чвертьфінал: €2 мільйони
- Вихід у півфінал: €3 мільйони
- Друге місце: €4,5 мільйона
- Перемога: €7,5 мільйона

Іспанія як команда, що виграла всі матчі турніру, отримала призові в розмірі 23 мільйони євро, що є найбільшою можливою сумою. З іншого боку, збірна Греції, програвши всі три матчі, отримала лише 7,5 мільйона євро за участь у чемпіонаті.